# Іванов Ілля Іванович (секретар обкому)
Ілля Іванович Іванов (нар. 1904, місто Херсон Херсонської губернії — 1979) — український радянський партійний та господарський діяч. Член ЦК КП(б)У в 1949—1952 роках. Депутат Верховної Ради СРСР 2—3-го скликань. Його іменем заборонено називати вулиці й будь-які топонімічні об'єкти України згідно з Законом про декомунізацію.

## Біографія
Народився у родині робітника лісопильного заводу-машиніста. У 1912—1916 роках — учень початкової школі. З 1916 року був учнем у ремісників.
У лютому 1918 — червні 1919 року — помічник експедитора редакції газети «Борьба» в Херсоні. У червні 1919 — червні 1920 року — безробітний. У червні 1920 — листопаді 1922 року — юнга-моторист Дніпровської військової флотилії. У листопаді 1922 — січні 1924 року — матрос пароплаву «Чичерин» в Одесі та Новоросійську. У січні — вересні 1924 року — моторист катеру «Метеор» в Херсоні. У 1924 році вступив до комсомолу.
У вересні 1924 — червні 1926 року — учень робітничого факультету в Одесі. У червні 1926 — вересні 1929 року — мастильник, машиніст Нижньо-Дніпровського пароплавства у Херсоні. Одночасно навчався у Херсонському вечірньому морському технікумі, який закінчив у 1929 році.
Член ВКП(б) з жовтня 1927 року.
У вересні 1929 — червні 1933 року — студент металургійного факультету Ленінградського металургійного інституту, здобув кваліфікацію інженера-металурга.
У червні 1933 — вересні 1936 року — помічник майстра, змінний інженер, заступник начальника мартенівського цеху з обладнання металургійного заводу міста Красний Сулін Азово-Чорноморського краю. У вересні 1936 — лютому 1937 року — начальник другої зміни, у лютому — жовтні 1937 року — головний металург, у жовтні 1937 — травні 1938 року — головний інженер, заступник директора Сумського машинобудівного заводу імені Фрунзе.
У травні 1938 — січні 1939 року — 1-й секретар Сумського міського комітету КП(б) України.
У січні 1939 — 26 грудня 1940 року — 2-й секретар Сумського обласного комітету КП(б) України.
У листопаді 1940 — грудні 1943 року — завідувач відділу кадрів чорної металургії Управління кадрів ЦК ВКП(б).
У грудні 1943 — грудні 1945 року — 2-й секретар Миколаївського обласного комітету КП(б) України.
У грудні 1945 — січні 1950 року — 1-й секретар Сумського обласного і міського комітетів КП(б) України.
У квітні 1950 — травні 1951 року — слухач курсів перших секретарів обкомів, крайкомів і ЦК національних комппартій при ЦК ВКП(б) у Москві. У травні — вересні 1951 року — інспектор ЦК КП(б) України.
5 вересня 1951 — 29 квітня 1952 року — 1-й секретар Запорізького обласного комітету КП(б) України. Звільнений з посади 1-го секретаря Запорізького обкому КП(б)У постановою Політбюро ЦК КП(б)У від 24 квітня 1952 року «за безвідповідальне ставлення до завершення збирання та зачищення площ, припущення великих втрат бавовни-сирцю та неправильну інформацію ЦК КП(б)У щодо закінчення збирання бавовни врожаю 1951 року у колгоспах області на усіх площах». 
У травні — вересні 1952 року — інспектор ЦК КП(б) України.
У вересні 1952 — квітні 1953 року — заступник міністра легкої промисловості Української РСР.
З квітня по жовтень 1953 року — начальник «Укрголовмашдеталі» Міністерства легкої і харчової промисловості Української РСР.
У жовтні 1953 — лютому 1954 року — заступник міністра промисловості товарів широкого вжитку Української РСР.
У лютому 1954 — липні 1957 року — заступник міністра чорної металургії Української РСР.
У липні 1957 — травні 1960 року — начальник Управління робітничого постачання Ради народного господарства Дніпропетровського економічного адміністративного району.
З травні 1960 року — на пенсії в Дніпропетровську. Помер в червні 1979.

## Родина
Батько, Іван, працював машиністом на лісопильному заводі до смерті у 1913 році. Мати Олена Василівна (1880 р.н.) залишилася вдовою з трьома малолітніми дітьми і, не маючи засобів до існування, була змушена працювати за наймом.
Дружина Марія Дем'янівна (1907 р.н.), домогосподарка. Сини: Володимир (1928 р.н.) та Віталій (1941 р.н.).

## Нагороди
- орден Леніна (23.01.1948)
- орден Червоної Зірки (1944)
- медаль «За оборону Москви»
- медаль «За перемогу над Німеччиною у Великій Вітчизняній війні 1941—1945 рр.»
- медаль «За доблесну працю у Великій Вітчизняній війні 1941—1945 рр.»